# Next (альбом Journey)
Next — третий студийный альбом группы Journey, выпущенный 9 февраля 1977 года на лейбле Columbia. Диск занял 85-е место чарта Billboard.

## Об альбоме
Next развивает музыкальные идеи предыдущего альбома группы, Look Into The Future, но содержит больше элементов джаз-фьюжна, и потому близок к дебютному альбому Journey.
Альбом включает в себя открывающий блюзовый трек «Spaceman», хард-роковую композицию «Hustler», инструментальную «Nickel And Dime», рок-балладу «I Would Find You» и песню «Karma», стилизованную под Джими Хендрикса.
Инструментальный трек «Cookie Duster» был включён в ранние версии альбома, но не присутствовал на релизной версии. Позднее этот трек был помещён на сборник Time³.

## Список композиций
| №  | Название           | Текст песни     | Музыка     | Длительность |
| -- | ------------------ | --------------- | ---------- | ------------ |
| 1. | «Spaceman»         | Данбар, Роули   | Роули      | 4:01         |
| 2. | «People»           | Данбар          | Роули, Шон | 5:21         |
| 3. | «I Would Find You» | Шон, Тина Остин | Шон        | 5:54         |
| 4. | «Here We Are»      | Роули           | Роули      | 4:18         |

| №                   | Название                         | Текст песни                  | Музыка              | Длительность |
| ------------------- | -------------------------------- | ---------------------------- | ------------------- | ------------ |
| 5.                  | «Hustler»                        | Данбар                       | Роули               | 3:16         |
| 6.                  | «Next»                           | Данбар, Роули, Хейди Конделл | Роули, Шон          | 5:28         |
| 7.                  | «Nickel and Dime» (Инструментал) |                              | Journey, Тикнер     | 4:13         |
| 8.                  | «Karma»                          | Данбар                       | Роули, Шон          | 5:07         |
| Общая длительность: | Общая длительность:              | Общая длительность:          | Общая длительность: | 37:38        |

## Участники записи
- Gregg Rolie — клавишные, вокал, продюсер
- Neal Schon — гитара, бэк-вокал, продюсер
- Ross Valory — бас-гитара, продюсер
- Aynsley Dunbar — ударные и перкуссия, продюсер

Прочие
- Smiggy — звукоинженер, микширование
- Bruce Botnick — мастеринг
- Herbie Herbert — директор
- Bruce Steinber — фотография, дизайн обложки
- Ellie Oberzil — дизайн
- Mansfield — дизайн вкладыша